# Lophuromys menageshae
Lophuromys menageshae — вид родини мишеві.

## Морфологія

### Опис
Верхні частини тіла чорно-бурі, з окремими волосками червонуватими біля основи, білуватими всередині і чорними на кінці, які роблять загальне строкате забарвлення. Низ варіювати від блідо-жовтого до оранжево-сірого кольору, з основою волосся темно-сірого або жовто-оранжевого кольору. Задні ноги сірувато-жовті, кігті світлі. Хвіст коротший, ніж голова і тіло, темний вище, світліший нижче. Каріотип: 2n=70 FNa=84.

### Морфометрія
Невеликого розміру, з довжиною голови й тіла між 129 і 143 мм, довжиною хвоста від 60 до 75 мм, довжиною стопи між 22 і 24 мм, довжиною вух між 15 і 20 мм і вагою до 77 грамів.

## Поширення
Цей вид є ендеміком центральної Ефіопії. Він живе в лісах африканських гір між 2100 і 2600 метрів над рівнем моря.

## Звички
Це наземний вид.